# Jogo eletrônico de ritmo

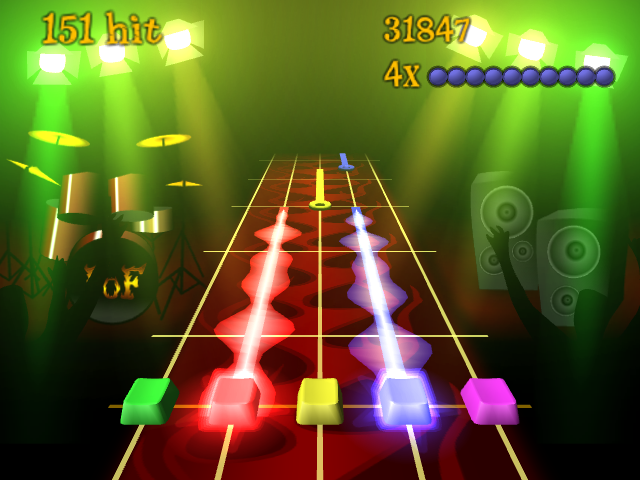
Imagem de Frets on Fire, jogo musical de ritmo.

Jogo de ritmo é um subgênero de jogos de ação que desafia o senso de ritmo do jogador. O gênero inclui jogos de dança como Dance Dance Revolution e jogos baseados em música como Donkey Konga, Guitar Hero e Osu!. Games do gênero fazem o jogador ter de pressionar botões em tempos precisos: a tela mostra qual botão o jogador tem de apertar, e posteriormente o premia com pontos referente ao desempenho de precisão e sincronização com batida. O gênero também inclui jogos que medem o ritmo e compasso, a fim de testar a habilidade do jogador cantar, e jogos que desafiam o jogador a controlar o seu volume medindo o quão forte pode apertar cada botão. Enquanto canções podem ser lidas olhando, os jogadores usualmente praticam aumentando cada vez mais a dificuldade e a configuração das canções. Certos jogo de ritmo oferecem desafio similar ao "Simon says" (jogo infantil), no qual o jogador devem ver, memorizar e repetir sequências complexas de apertos nos botões. 